# Mönichwald
Mönichwald è una frazione di 864 abitanti del comune austriaco di Waldbach-Mönichwald, nel distretto di Hartberg-Fürstenfeld (Stiria). Già comune autonomo, il 1º gennaio 2015 è stato fuso con il comune di Waldbach per costituire il nuovo comune.